# Bo Diddley
Bo Diddley (30 de desembre de 1928 McComb – 2 de juny de 2008 Archer, Florida), nascut Ellas Otha Bates es va canviar el nom quan era nen a Ellas McDaniel, és un compositor, cantant i guitarrista estatunidenc que ha tingut una gran influència en el rock and roll. És considerat la figura principal en la transició del blues al rock and roll, creador de ritmes bàsics amb un so dur i afilat de la seva guitarra. Per això té el sobrenom de The Originator (L'Autor), i va influir en una sèrie d'artistes, incloent-hi Elvis Presley, Buddy Holly, els Beatles, els Rolling Stones, els Yardbirds, Eric Clapton, The Who, Jimi Hendrix i Parliament-Funkadelic.
Va promoure un ritme de marxa constant i el so de la guitarra elèctrica el qual va aplicar a una àmplia gamma de cançons. L'ús de ritmes africans i una ritme propi, un ritme simple anomenat hambone de cinc accents, és una pedra angular del hip-hop, el rock, i el pop. En reconeixement dels seus assoliments va ser inclòs en el Rock and Roll Hall of Fame i va obtenir el Lifetime Achievement Awards de la Rhythm and Blues Foundation i un Grammy Award de la National Academy of Recording Arts and Sciences. També és reconegut per les seves innovacions tècniques, incloent-hi la seva guitarra rectangular distintiva.

## Primers anys
Va néixer a una granja cotonera entre McComb i Magnolia (Mississipi). Amb el nom d'Ellas Bates, més endavant, al viure amb la seva mare adoptiva, Gussie McDaniel, cosina de la seva mare, passaria a anomenar-se Ellas McDaniel. El nom artístic de Bo Diddley, ve a significar en argot així com "res de res". Una altra font diu que el nom vindria d'un sobrenom de la seva època de boxejador. El nom també es lliga al d'arc de diddley (diddley bow en anglès), un instrument de corda usat en els camps del sud, principalment pels músics negres.
El 1933 va passar a viure a Chicago on a primerenca edat començaria la seva afició per la música. Sent molt jove, la seva germana li va regalar una guitarra, començant a rebre lliçons d'aquest instrument i de violí amb el professor O. W. Frederick. Segons ell mateix reconeix, la seva inspiració li va venir veient a John Lee Hooker.

## La seva música
Si en el rock and roll Elvis Presley és el rei i Chuck Berry el seu poeta, Bo Diddley és el seu arquitecte. El seu estil personal ha influït i encara influeix de tal manera que segons passa el temps la seva figura s'engrandeix en el panorama de la música rock. D'altra banda, la seva fama no s'ha vist premiada en l'aspecte econòmic com es podria haver esperat. La cruesa del seu estil li va tancar les portes a vendes milionàries, portes que sí que s'obririen de bat a bat per a molts músics i bandes en els quals va influir.

### Els seus començaments
Els seus inicis comencen el 1951 tocant en els carrers, els mercats i en el 708, un famós club de l'època. Els seus temes posaven de manifest les seves influències de Nat King Cole, Muddy Waters, Louis Jordan o John Lee Hooker.
La seva oportunitat vindria de mans de la Chess Records de Chicago, una filial de la Checker Records. El 1955 gravaria el seu primer disc amb dos temes: Bo Diddley i I'm a man. En aquests temes ja destaca amb el seu potent doll de veu i el so psicodèlic d'inconfusible de la seva guitarra.
El 20 de novembre de 1955, Bo Diddley era el primer afroamericà a aparèixer en el programa de televisió The Ed Sullivan Show. Anys més tard, recordant aquest fet diria que l'experiència no va fer més que enfurismar-lo. "Vaig interpretar dues cançons i va aconseguir enutjar-me... Ed Sullivan va dir que era un d'aquests prometedors joves de color que sempre li enganyaven. Va dir que no duraria més sis mesos".
Amb el temps van ser sorgint noves cançons en les quals una part important eren els músics que li acompanyaven: La seva germanastra, anomenada "La Duquessa", a la segona guitarra; Billy Boy Arnold a l'harmònica; Franz Kirkland o Clifton James en la bateria; Otis Spann al piano; Jerome Green amb les maraques i veu acompanyant.

### El seu estil
A causa del seu estil musical, és més conegut com a "Bo Diddley beat". El seu estil beat ha estat utilitzat per molts altres importants artistes en diferents cançons, com en "Willie and the Hand Jive" de Johnny Otis (més proper al hambone que a l'estil de Bo Diddley), la versió en viu de "She's the One" de Bruce Springsteen, "Desire" de U2 i "Not Fade Away" de Buddy Holly així com temes menys coneguts com el "Callin' All Cows" dels Blues Rockers.
Bo Diddley va utilitzar una gran varietat de ritmes, no obstant això, amb el back beat faria esclatar l'estil de la belada, en introduir el so freqüent de les maraques de Jerome Green. També va ser un guitarrista que va introduir multitud de nous efectes especials i innovacions en la forma de tocar. Com violinista pot oirse en el tema "The Clock Strikes Twelve".
El ritme és tan important en la música de Bo Diddley que l'harmonia està reduïda sovint a una simplicitat nua. Amb freqüència, les seves cançons (com per exemple "Hey Bo Diddley" i "Who Do You Love?") no tenen cap canvi d'acord; és a dir, els músics toquen el mateix acord durant tot el tema, de manera que l'entusiasme és creat pel mateix ritme, més que per l'harmonia.

### Les seves cançons
Encara que Bo Diddley va ser un artista que va obrir fronteres interculturals en treballar amb audiències de públic blanc, apareixent per exemple en concerts de Alan Freed, les seves composicions rarament van tractar problemes relacionats amb l'adolescència. L'excepció més notable és probablement el seu àlbum "Surfin' With Bo Diddley", on va oferir el tema "Surfer's Love Call" seguint l'estil musical imperant en els anys 60 en Califòrnia, i encara que Bo mai va poder arribar a una gran ona que ho dugués a l'èxit de l'estil surf, sí que va aconseguir influir en els seus guitarristes.
Les lletres de les seves composicions són sovint enginyoses i humorístiques adaptacions de temes de la música tradicional. El seu primer èxit, "Bo Diddley" estava basat en la nana "Hush Little Baby". De la mateixa manera, "Hey Bo Diddley" es basa en la cançó popular "Old Macdonald".
Entre les seves cançons podem destacar a més de les ja esmentades Diddley Daddy, Pretty Thing (1955); Who Do You Love, Before You Accuse Me (1956); Hey Bo Diddley (1957); Say Man (1958); Road Runner (1959); Cadillac (1960); I Can Tell, You Can't Judge A Book By The Cover (1961).
A més de les moltes cançons que va compondre per a si mateix, va escriure "Love Is Strange" para Mickey i Sylvia sota pseudònim, una cançó considerada com pionera de la música pop.
Cal esmentar la seva amistat amb Chuck Berry amb el qual ha col·laborat en més d'una ocasió a més d'haver compartit cartell en algun concert. Li va acompanyar a la guitarra en les cançons Memphis i Sweet Little Rock and Roller i van gravar junts l'àlbum Two Great Guitars.

### Les seves guitarres
El seu instrument, amb marca registrada, és la guitarra square-bodied que ell mateix va desenvolupar i amb la qual ha tocat en milers de concerts anuals; des de suosos clubs de Chicago a gires amb velles glòries del rock and roll passant per actuacions com teloner per a The Clash o d'artista convidat pels mítics Rolling Stones. El seu entusiasme per aquest instrument ha fet que posseeixi una espectacular col·lecció de guitarres.

## Influències
La influència d'aquest francès negre, com a ell mateix li agrada definir-se, en la música contemporània d'Europa i Amèrica ha estat més que notable. Tant músics com grups han realitzat amb freqüència versions de les seves pròpies cançons. Es poden destacar The Animals, que van gravar "The Story of Bo Diddley", The Who i The Yardbirds que van gravar "I'm a Man" i The Woolies i George Thorogood que arribarien a un èxit amb "Who Do You Love", tema que també seria utilitzat per la banda Quicksilver Messenger Service i que era un dels favorits en els concerts de The Doors.
"Road Runner" de Bo Diddley també va ser gravat amb freqüència, incloent-hi The Who en un dels seus concerts. El tema "Mannish Boy" de Muddy Waters era una adaptació del tema Diddley "I'm a Man". El grup The Jesus and Mary Chain també va realitzar un enregistrament titulat "Bo Diddley is Jesus" ("Bo Diddley és Jesús") en homenatge a la seva persona. Ronnie Hawkins va interpretar "Hey Bo Diddley", "Bo Diddley" i "Who Do You Love" durant moltes de les seves sessions d'enregistrament, incloses les realitzades amb la seva banda, The Hawks, més tard coneguda com The Band.
En el seu últim disc, Per la boca viu el peix, Fito i Fitipaldis li fa un petit homenatge dedicant-li una cançó en la qual parla sobre ell, "Jo no sóc Bo Diddley".

## Reconeixements
En els últims anys, Bo Diddley ha rebut nombrosos reconeixements al seu paper com un dels pares fundadors del Rock and Roll. Al 1986 el van incluir a la Washington Area Music Association. A l'any següent l'inclourien en el Rock and Roll Hall of Fame. La seva contribució pionera al gènere ha estat reconeguda també pel Rockabilly Hall of Fame. El 1996, la Rhythm and Blues Foundation li va concedir el mèrit d'una vida consagrada al ritme. El 1998, la Recording Academy li premia amb un Lifetime Achievement Award en la cerimònia dels premis Grammy per la seva cançó "Bo Diddley" gravada el 1955.
El començament del nou mil·lenni va introduir a Bo Diddley en el Mississippi Musicians Hall of Fame i en els famosos de la North Florida Music Association. En 2002, va rebre sengles premis de la National Association of Black Owned Broadcasters i de la Broadcast Music Incorporated en reconeixement de les seves múltiples contribucions a la música contemporània.
El 2003, en la Cambra de Representants dels Estats Units, Hon. John Conyers, Jr. de Michigan, retia homenatge a Bo Diddley descrivint-lo com a "un dels veritables pioners del rock and roll, que ha influenciat a generacions".
El 2004, l'enregistrament de 1956 que van realitzar Mickey Baker i Sylvia Vanderpool de la seva cançó "Love Is Strange" (L'amor és estrany) va ser inclosa en el "Grammy Hall of Fame" com un dels enregistraments amb significació històrica. La revista Rolling Stone el va nomenar com un dels seus temes immortals en l'article The 50 Greatest Artists of All Time (Els 50 artistes més grans del tot el temps).
En 2005, Bo Diddley va celebrar el seu cinquantè aniversari en el món de la música amb reeixides gires per Austràlia, Europa i de costa a costa per tota Amèrica del Nord. En el vintè aniversari de la creació del Rock and Roll Hall of Fame va interpretar la seva cançó "Bo Diddley" amb Eric Clapton i Robbie Robertson. En el Regne Unit, la revista Uncut va incloure el seu àlbum de 1958 en la llista 100 Music, Movie & TV Moments That Have Changed The World (Les 100 cançons, pel·lícules i programes de televisió que han canviat el món).
El 2006, el disc del grup espanyol Fito & Fitipaldis "Per la boca viu el peix", li va fer un homenatge amb la cançó No Sóc Bo Diddley.
Diddley va morir el 2 de juny de 2008 a la ciutat estatunidenca d'Archer a l'edat de setanta-nou anys.

## Discografia
"I used to get mad about people recording my things; now I got a new thing going ... I don't get mad about them recording my material because they keep me alive."
- Bo Diddley (1958)
- Go Bo Diddley (1959)
- Have Guitar Will Travel (1960)
- Bo Diddley in the Spotlight (1960)
- Bo Diddley Is a Gunslinger (1960)
- Bo Diddley Is a Lover (1961)
- Bo Diddley's a Twister (1962)
- Bo Diddley (1962)
- Bo Diddley & Company (1962)
- Surfin' with Bo Diddley (1963)
- Bo Diddley's Beach Party (1963)
- Bo Diddley's 16 All-Time Greatest Hits (1964)
- Two Great Guitars (+ Chuck Berry) (1964)
- Hey Good Lookin' (1965)
- 500% More Man (1965)
- The Originator (1966)
- Super Blues (+ Muddy Waters & Little Walter) (1967)
- Super Super Blues Band (+ Muddy Waters & Howlin' Wolf) (1967)
- The Black Gladiator (1970)
- Another Dimension (1971)
- Where It All Began (1972)
- Got My Own Bag of Tricks (1972)
- The London Bo Diddley Sessions (1973)
- Big Bad Bo (1974)
- 20th Anniversary of Rock & Roll (1976)
- I'm a Man (1977)
- Ain't It Good To Be Free (1983)
- Bo Diddley & Co - Live (1985)
- Hey...Bo Diddley in Concert (1986)
- Breakin' Through the BS (1989)
- Living Legend (1989)
- Rare & Well Done (1991)
- Live at the Ritz (+ Ronnie Wood) (1992)
- This Should Not Be (1993)
- Promises (1994)
- A Man Amongst Men (1996)
- Moochas Gracias (+ Anna Moo) (2002)